# Villemorin
Villemorin és un municipi francès situat al departament del Charente Marítim i a la regió de la Nova Aquitània. L'any 2007 tenia 120 habitants.

## Demografia

### Població
El 2007 la població de fet de Villemorin era de 120 persones. Hi havia 56 famílies de les quals 9 eren unipersonals (9 homes vivint sols), 33 parelles sense fills i 14 parelles amb fills.
La població ha evolucionat segons el següent gràfic:
Habitants censats

### Habitatges
El 2007 hi havia 93 habitatges, 55 eren l'habitatge principal de la família, 29 eren segones residències i 9 estaven desocupats. Tots els 93 habitatges eren cases. Dels 55 habitatges principals, 48 estaven ocupats pels seus propietaris, 4 estaven llogats i ocupats pels llogaters i 4 estaven cedits a títol gratuït; 1 tenia dues cambres, 5 en tenien tres, 8 en tenien quatre i 41 en tenien cinc o més. 47 habitatges disposaven pel capbaix d'una plaça de pàrquing. A 25 habitatges hi havia un automòbil i a 28 n'hi havia dos o més.

### Piràmide de població
La piràmide de població per edats i sexe el 2009 era:
| Homes | Edats   | Dones |
| ----- | ------- | ----- |
| 0     | 95 o +  | 0     |
| 0     | 90 a 94 | 4     |
| 0     | 85 a 89 | 4     |
| 0     | 80 a 84 | 0     |
| 0     | 75 a 79 | 0     |
| 8     | 70 a 74 | 0     |
| 12    | 65 a 69 | 16    |
| 0     | 60 a 64 | 0     |
| 0     | 55 a 59 | 0     |
| 4     | 50 a 54 | 12    |
| 8     | 45 a 49 | 4     |
| 20    | 40 a 44 | 12    |
| 8     | 35 a 39 | 4     |
| 0     | 30 a 34 | 4     |
| 0     | 25 a 29 | 4     |
| 0     | 20 a 24 | 8     |
| 4     | 15 a 19 | 12    |
| 12    | 10 a 14 | 4     |
| 8     | 5 a 9   | 4     |
| 0     | 0 a 4   | 0     |

## Economia
El 2007 la població en edat de treballar era de 80 persones, 52 eren actives i 28 eren inactives. De les 52 persones actives 48 estaven ocupades (30 homes i 18 dones) i 3 estaven aturades (1 home i 2 dones). De les 28 persones inactives 19 estaven jubilades, 2 estaven estudiant i 7 estaven classificades com a «altres inactius».

### Ingressos
El 2009 a Villemorin hi havia 46 unitats fiscals que integraven 114 persones, la mediana anual d'ingressos fiscals per persona era de 17.723,5 €.

### Activitats econòmiques
Dels 2 establiments que hi havia el 2007, 1 era d'una empresa de fabricació d'altres productes industrials i 1 d'una empresa immobiliària.
L'únic servei als particulars que hi havia el 2009 era una agència immobiliària.
L'any 2000 a Villemorin hi havia 14 explotacions agrícoles que ocupaven un total de 924 hectàrees.

## Poblacions properes
El següent diagrama mostra les poblacions més properes.